# Somos los Superhumanos
"Somos los Superhumanos" es una publicidad televisiva qué fue producida por la cadena de televisión británica Channel 4 para promover su emisión de los Juegos Paralímpicos de verano 2016 en Río de Janeiro. 
Sirviendo como continuación para el comercial "Conozca a los Superhumanos" (el cual promovió los Juegos paralímicos de Verano 2012 en Londres), la publicidad presentó a personas de varias procedencias y discapacidades (incluyendo varios atletas paralímpicos británicos) interpretando diferentes actividades y hazañas físicas. Fue ambientada por la canción de Sammy Davis Jr. llamada "Yes I Can" (en español "Sí Puedo") de una banda compuesta por músicos con discapacidades.
"Somos los Superhumanos" recibió gran aclamación, y ganó el premio global en películas del Festival Cannes de Leones en 2017. El anuncio enfrentó críticas por supuestamente transmitir expectativas poco realistas de las personas con discapacidades, derivadas de las campañas de marketing de Channel 4 para los Juegos Paralímpicos, que promocionaban a los atletas el tener rasgos "sobrehumanos". Channel 4 declaró que  trabajó con organizaciones de discapacidad para asegurar que sus representaciones eran precisas, mientras, el participante del spot, Alvin Law argumentó que la trasmisión meramente pretendía promover a los atletas paralímpicos teniendo las mismas cualidades atléticas que atletas Olímpicos.

## Producción
Canal 4 adquirió los derechos televisivos de los Juegos Paralímpicos de Verano 2012 en Londres, ganando a la BBC. A través de una campaña publicitaria importante, la cadena televisiba buscó promover los Juegos como un "acontecimiento en su derecho propio", en oposición a la reflexión de los Juegos Olímpicos que le precedieron. Un aspecto de esta campaña era un tráiler titulado "Meet the Superhumans", el cual exhibió las cualidades atléticas y "superhumanas" de los deportes Paralímpicos.
La publicidad era ampliamente aclamada, y ganó un León Dorado en el Festival Cannes de Leones en junio de 2013, pero perdió el Grand Prix a la seguridad del ferrocarril PSA «Dumb Ways to Die» (en español Tontas Maneras para Morir). John Hegarty, presidente del jurado, explicó que: "Cuando tienes algunos trabajos realmente excepcionales es trágico de cierta manera no puedan conseguir un premio más grande; pero sólo puede haber un Grand Prix", mientras el miembro de jurado Carlo Cavallone añadió: "«Meet the Superhumans» es una campaña asombrosa, uno de los oros que pasó el proceso de juicio inmediatamente ... Todo el mundo sentía que tenía el nivel más alto de producción. Pone un asunto que era realmente importante antes de Londres 2012 y concientiza de los juegos paralípicos; y fueron hiper exitosos — Dumb Ways to Die era un duro contendiente."

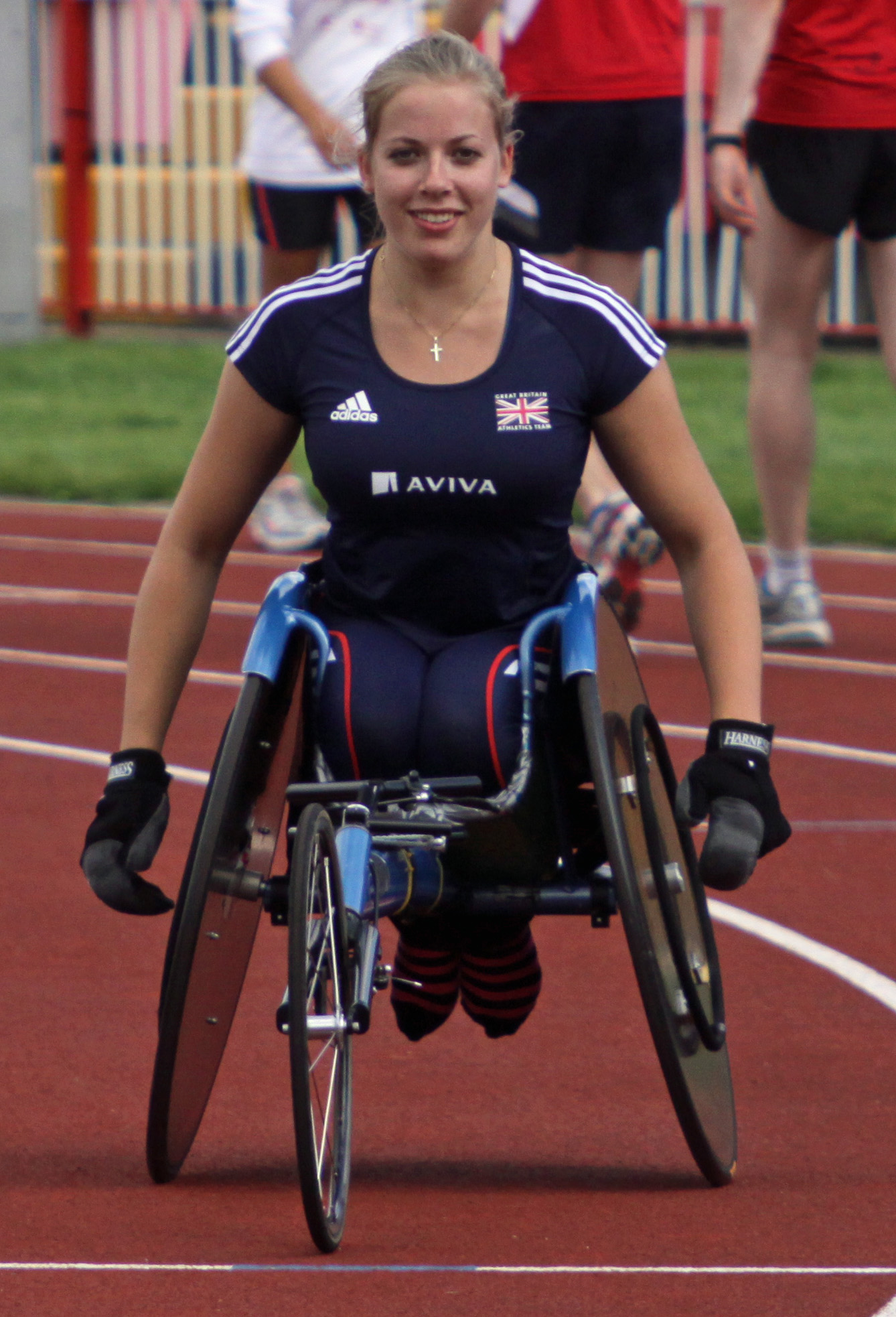
La corredora en silla de ruedas británica Hannah Cockroft apareció en "Somos los Superhumanos".

"Somos los Superhumanos" fue realizada por la productora Blink y 4Creative, la agencia interna de Channel 4, y filmado en 12 días a lo largo de Gran Bretaña. El jefe de comunicaciones y marketing Dan Brooke de Channel 4, explicó que su objetivo era expandir al concepto de la publicidad anterior presentando a gente "cotidiana" con discapacidades, adicionalmente de los para-atletas. Declaró que el anuncio era "una celebración desenfrenada de capacidad, por ambas partes, la élite paralimpica y gente cotidiana", y que "nosotros quisimos decir que cualquier persona con discapacidad puede ser un superhumano. Tienes gente común haciendo cosas extraordinarias. Hay más personas con discapacidades en este comercial que en toda la historia de la publicidad británica junta."
Más de 140 personas con discapacidades de varios países hicieron casting para el comercial, incluyendo 39 atletas paralímpicos. Las personas notables que aparecen en el anuncio incluye al artista usuario de silla de ruedas Aaron Fotheringham, al conductor polaco Bartek Ostalowski (quién empezó a conducir coches de carrera adaptados después de perder sus brazos en un accidente de motocicleta), Jessica Cox (una estadounidense y la primera persona con amputación de brazo en ganar un certificado como piloto), así como los atletas paralímpicos británicos:Natalie Blake, Hannah Cockroft, Matthew Phillips, y Ellie Simmonds.
La publicidad está realizada para interpretar la canción "Yes I Can" de Sammy Davis Jr. cantada por una orquesta grande de músicos con discapacidades. Alvin Ley de Canadá, quién es visto tocando la batería con sus pies en la escena de apertura, nació sin brazos debido a efectos secundarios por el uso de su madre del fármaco thalidomide.  El cantante, Tony Dee de Brisbane, Australia, tiene espina bífida y fue descubierto por Channel 4 de un vídeo de YouTube de él cantando "Come Fly with Me". El Director Dougal Wilson personalmente voló a Brisbane para conocer a Dee y grabar un demo de él cantando "Yes I Can". La grabación final tuvo lugar en Studio Two de los Estudios Abbey Road.

## Lanzamiento y recepción
"Somos los Superhumanos" se estrenó el 15 de julio de 2016. Las versiones de la publicidad estuvieron también disponibles con audiodescripciones, subtitulado, e Interpretación a la Lengua de Señas Británica, para las personas con discapacidad visual y auditiva.
Dentro de los cuatro días de su estreno "Somos los Superhumanos" fue visto al menos 23 millones de veces de forma on-line. La introducción de la publicidad y su campaña asociada tuvieron un porcentaje más alto de engagement en Twitter que el lanzamiento del tráiler de las Olimpiadas de Verano de 2016 de la BBC. La grabación de "Sí Puedo" fue lanzada como un sencillo de beneficencia por el Grupo Universal Music, que procedió a ayudar a la  Asociación Paralímpica Británica. El 29 de julio de 2016, Tim Worner, CEO de la Seven Network —el nuevo titular de los derechos de los Juegos Paralímpicos en Australia a partir de 2016, declaró en la Cumbre de Marketing Deportivo que haría una versión localizada de la campaña para promover su cobertura inaugural.
Adweek describió el anuncio como "jubiloso" y "sorprendentemente superior", declarando que "el mensaje es considerablemente más ancho en alcance y más profundo que el spot de 2012; y las vibraciones positivas incesantes, impulsadas por piezas imaginativas y una edición inspirada, son increíblemente contagiosas." En el Festival Cannes de Leones, "Somos los Superhumanos" acabó en segundo lugar en Film Craft, y ganó el Grand Prix para película. Reconociendo su diversidad e igualdad de género, el presidente de jurado Pete Kavat declaró que la publicidad era "intrépida" y "de orgullo", que "empuja a la humanidad hacia adelante".
La publicidad fue criticada por presuntamente retratar expectativas poco realistas de personas con discapacidades; la activista de discapacidad británica Penny Pepper escribió en un editorial de The Guardian que "la exageración de los atletas con discapacidad en un estado sobrehumano por Channel 4 solo profundiza nuestras heridas, infligidas por continuos asaltos a nuestra vida diaria. Realmente parece que la única persona con discapacidad aceptable es un deportista paralímpico – y eso sólo por unas pocas semanas", y que "la comedia de lo sobrehumano es una tediosa distracción de aquello que es importante. Déjennos ser ordinarios, déjennos ser cotidianos y déjennos al menos tener derechos. Derecho a vidas independientes."
De modo similar, la candidata a PhD de la Universidad de Ottawa, Celeste Orr, criticó el anuncio y el concepto de una representación "superhumana" de la discapacidad en general como un ejemplo del estereotipo de las "capacidades especiales", explicando que "al promover la idea de que las personas con discapacidades pueden vencer su condicionante, ser felices, e incluso convertirse en atletas de élite asombrosos si cambian sus actitudes – si simplemente declaran 'Sí puedo' – animando a permitir que las personas piensen en la discapacidad como un asunto personal, y no como un asunto socio político que les influye. El Porno inspiracional, como 'Somos los Superhumanos' ayuda a que las personas sin discapacidad sigan siendo cómplices de reproducir literal y simbólicamente las estructuras e ideologías capacitistas."
Para asegurar que el retrato de las personas con discapacidades no fueran sesgadas hacia expectativas poco realistas, Channel 4 había trabajado con organizaciones benéficas, incluyendo Action on Hearing Loss, el Instituto Nacional Real de Personas Ciegas, y Scope. Alvin Law defendió su participación, argumentando que la intención del tráiler era promover los Juegos Paralímpicos y hacer que los espectadores se dieran cuenta de que los atletas paralímpicos "eran tan talentosos como los olímpicos". Explicó: "Empecé a hacer cosas audaces como estas en 1981 para mostrar a la gente un extremo y conseguir moverlos hacia el centro. Aquello es exactamente a lo que se refiere este proyecto."